# L'Île magique

L'Île magique (Magic Island) est un film américain réalisé par Sam Irvin, sorti en 1995 directement en vidéo.

## Fiche technique
- Titre : Magic Island
- Titre français : L'Île magique
- Réalisation : Sam Irvin
- Scénario : Neil Ruttenberg et Brent V. Friedman
- Musique : Richard Band
- Photographie : James Lawrence Spencer
- Pays de production : États-Unis
- Format : Couleurs - Stéréo
- Genre : Aventure, Fantastique
- Durée : 88 minutes
- Dates de sortie : 
  - États-Unis : 19 décembre 1995
  - France : 6 juin 1996[1]

## Distribution
- Zachery Ty Bryan : Jack Carlisle
- Andrew Divoff : Barbe Noire
- Edward Kerr : Prince Morgan
- Lee Armstrong : Gwyn
- French Stewart : Supperstein
- Abraham Benrubi : Duckbone
- Ja'net DuBois : Lucretia
- Isaac Hayes : Mad Face (voix)